# بيل اندروز
بيل اندروز (14 أبريل 1908 في المملكة المتحدة - 9 يناير 1989) (بالإنجليزية: Bill Andrews)‏ هو لاعب كريكت بريطاني وبريطاني (وحمل سابقاً جنسية المملكة المتحدة لبريطانيا العظمى وأيرلندا). لعب مع نادي مقاطعة سومرست للكريكت ‏.